# Xoybûn
Xoybûn oder Khoybun war eine kurdische Unabhängigkeitsbewegung und bedeutet auf Deutsch in etwa Selbst sein. Vorbereitungen wurden in Duger getroffen und am 5. Oktober 1927 erfolgte im Libanon die Gründung.
Der vollständige Name lautet Xoybûn - Ciwata Serxwebuna Kurd, was auf Deutsch Organisation für die kurdische Unabhängigkeit bedeutet. Zum Gründungskongress kamen Vertreter der Kürdistan Teali Cemiyeti (türkisch: Aufschwungsvereinigung Kurdistan), der Kürt Millet Fırkası (türkisch: Kurdische Volkspartei), des Comité de l’indépendance kurde, Vertreter der Kurdischen Liga und andere. Der Kongress dauerte 45 Tage und deklarierte als Ziel die Unabhängigkeit Kurdistans.
In Syrien, Libanon, in Europa und in den USA wurden Vertretungen gegründet. Das Zentralkomitee wurde zur nationalen Regierung Kurdistans ernannt. Als erste Mitglieder des Zentralkomitees von Xoybûn wurden folgende Mitglieder gewählt: Mehmet Şükrü Sekban, Celadet Alî Bedirxan, Memduh Selim, Ramanlı Emin, Ali Rıza, Bozan Bey Shahin, Mustafa Bey Şahin, Süleymniyeli Kerim Rüstem Bey und Haco agha. Den Vorsitz von Xoybûn hatten die Brüder Celadet Ali Bedirxan und Kamuran Bedirxan inne.
General wurde Ihsan Nuri Pascha, der beim Ararat-Aufstand eine sehr große Rolle spielte. Nach Niederschlagung dieses Aufstandes verlor Xoybûn an Bedeutung und löste sich 1946 auf.